# Robert Dejtrowski
Robert Dejtrowski – polski artysta fotograf, dydaktyk i nauczyciel fotografii. Członek Związku Polskich Fotografów Przyrody.

## Życiorys
Robert Dejtrowski w latach 1986-1992 studiował na Uniwersytecie Warszawskim (Wydział Biologii), mieszka i pracuje w Warszawie. W czasie wolnym mieszka i fotografuje w Kawęczynie pod Maciejowicami. Fotografuje przede wszystkim przyrodę i krajobrazy; od połowy lat 90. W 1995 roku został członkiem Związku Polskich Fotografów Przyrody. W latach 2000–2006 współpracował z czasopismem fotograficznym „Foto” (cykl artykułów o technice fotografowania) – w latach 2010–2011 ponownie podjął współpracę z miesięcznikiem „Foto”.
Robert Dejtrowski jest autorem i współautorem wielu wystaw fotograficznych; indywidualnych, zbiorowych, poplenerowych oraz laureatem wystaw pokonkursowych. Jest współautorem zdjęć do albumów: (m.in.) „Parki Narodowe”, „Galeria Natury” (2001), „Las – wspólne dziedzictwo” (2004), „Polska”, „Wisła – królowa rzek polskich” (2006), „Polska – opowieść o ludziach, zabytkach i przyrodzie” (2005), „Polska – ginące krajobrazy” (2008), „Skarby przyrody i krajobrazu Polski” (2008). Jest wieloletnim uczestnikiem cyklicznych plenerów fotograficznych w Janowie Podlaskim oraz w Soczewce koło Płocka. Prowadzi warsztaty, spotkania i wykłady fotograficzne. Uczestniczy w posiedzeniach jury w konkursach fotograficznych, w szczególności o tematyce przyrodniczej.
W 2001 roku Robert Dejtrowski został przyjęty w poczet członków Fotoklubu Rzeczypospolitej Polskiej Stowarzyszenia Twórców. Decyzją Komisji Kwalifikacji Zawodowych Fotoklubu RP, otrzymał dyplom potwierdzający kwalifikacje do wykonywania zawodu artysty fotografa, fotografika (legitymacja nr 147). W działalności Fotoklubu RP uczestniczył do 2021. W 2017 roku został laureatem Nagrody Grand Prix Festiwalu Fotografii Przyrodniczej „Wizje Natury 2017" i przyznano mu tytuł Fotografa Roku 2017 Związku Polskich Fotografów Przyrody.

## Wydawnictwa (albumy)
- Wisła, Wydawnictwo BoSz (2003)[1][15];
- Symbole Polskiej Przyrody, Wydawnictwo „Multico” (2016)[16][17];

## Odznaczenia
- Odznaka honorowa „Zasłużony dla Kultury Polskiej” (2015)[18];